# فضاهای منفی
فضاهای منفی (به انگلیسی: Negative Spaces) ششمین آلبوم استودیویی از خوانندهٔ آمریکایی پاپی می‌باشد که در ۱۵ نوامبر سال ۲۰۲۴ از سوی سومرین رکوردز منتشر گردید. 